# Nitrosyl chloride
Nitrosyl chloride là hợp chất hóa học có công thức NOCl. Nó là chất khí màu vàng thường gặp khi nước vương thủy (hỗn hợp gồm 3 phần acid hydrochloric đặc và 1 phần acid nitric đặc) thoát khí này ra khi để trong không khí thường. Nó là một chất điện phân và là chất oxy hóa mạnh. Nó còn được được gọi là thuốc thử của Tilden, theo tên của William A. Tilden, người đầu tiên tạo ra nó dưới dạng hợp chất tinh khiết.

## Cấu trúc và tổng hợp
Cấu trúc phân tử của nó là cấu trúc cong. Giữa nguyên tử N và O có một liên kết đôi tồn tại (khoảng cách = 1,16 Å) và giữa N và Cl có một liên kết đơn (khoảng cách = 1,96 Å). Góc tạo bởi phân tử O = N – Cl là 113°.

### Sản xuất
Nitrosyl chloride có thể được sản xuất bằng nhiều cách:
- Phương pháp được sử dụng chủ yếu trong công nghiệp là kết hợp acid nitrosylsufuric và HCl tạo ra hợp chất:[3]

HCl + NOHSO4 → H2SO4 + NOCl
- Một phương pháp khác thuận tiện hơn được dùng chủ yếu trong phòng thí nghiệm, nó liên quan đến việc khử acid nitrơ bằng HCl (có thể phản ứng theo chiều nghịch).[4]

HNO2 + HCl → H2O + NOCl
- Bằng sự kết hợp trực tiếp giữa chlor và nitơ monoxide; có thể phản ứng theo chiều nghịch (ở điều kiện trên 100 °C).

Cl2 + 2NO → 2NOCl
- Bằng cách khử nitơ dioxide bằng hydro chloride:[5]

2NO2 + 4HCl → 2NOCl + 2H2O + Cl2

### Xuất hiện trong nước vương thủy
NOCl cũng được sinh ra từ sự kết hợp của acid hydrochloric và acid nitric theo phản ứng sau:
HNO3 + 3HCl → 2[Cl] + 2H2O + NOCl
Trong acid nitric, NOCl dễ bị oxy hóa thành nitơ dioxide. Sự hiện diện của NOCl trong nước vương thủy được Edmund Davy mô tả vào năm 1831.

## Phản ứng
NOCl hoạt động như một chất điện li và chất oxy hóa trong hầu hết các phản ứng của nó. Với chất nhận halogen, ví dụ như antimon pentachloride, chuyển đổi thành muối nitrosoni:
NOCl + SbCl5 → [NO] + [SbCl6] -
Trong một phản ứng liên quan, acid sulfuric tạo ra acid nitrosylsulfuric, anhydride acid hỗn hợp của acid nitrơ và acid sulfuric:
ClNO + H2SO4 → ONHSO4 + HCl
NOCl phản ứng với bạc thiocyanat để tạo ra bạc chloride và nitrosyl thiocyanat giả:
ClNO + AgSCN → AgCl + ONSCN
Tương tự, nó phản ứng với bạc cyanide để tạo ra nitrosyl cyanide.
Nitrosyl chloride được sử dụng để điều chế phức nitrosyl kim loại. Với hexacarbonyl molybden, NOCl tạo phức dinitrosyldichloride:
Mo(CO)6 + 2NOCl → MoCl2(NO)2 + 6CO
Nó hòa tan bạch kim:
Pt + 6NOCl → (NO+)2[PtCl6]2- + 4NO

### Ứng dụng trong tổng hợp hữu cơ
Ngoài vai trò của nó trong việc sản xuất caprolactam, NOCl còn có một số công dụng khác trong tổng hợp hữu cơ. Nó cộng với alken để tạo ra các oxim α-clo.  Việc bổ sung NOCl tuân theo quy tắc Markovnikov. Xeten cũng thêm NOCl, tạo ra các dẫn xuất nitrosyl:
H2C = C = O + NOCl → ONCH2C(O)Cl
Epoxide phản ứng với NOCl tạo dẫn xuất α-chloronitritoalkyl. Trong trường hợp của propylen oxide, việc bổ sung tiến hành với tính chất hóa học cao:
Nó chuyển đổi các amide thành các dẫn xuất N-nitroso. NOCl chuyển một số amin mạch vòng thành alken. Ví dụ, aziridin phản ứng với NOCl để tạo ra ethylen, dinitơ monoxide và hydro chloride.

## Ứng dụng công nghiệp
NOCl và cyclohexan phản ứng quang hóa để tạo ra cyclohexanon oxim hydrochloride. Quá trình này khai thác xu hướng NOCl trải qua quá trình quang phân ly thành các gốc NO và Cl. oxide được chuyển thành caprolactam, tiền thân của Nylon-6.

## An toàn
Nitrosyl chloride rất độc và gây khó chịu cho phổi, mắt và da.